# تارا گره
تارا گره (به انگلیسی: Tara Garh) یک منطقهٔ مسکونی در پاکستان است که در پنجاب واقع شده‌است. تارا گره ۳ کیلومتر مربع مساحت و ۱٬۰۰۰ نفر جمعیت دارد.